# Pseudoneureclipsis gudulensis
Pseudoneureclipsis gudulensis är en nattsländeart som beskrevs av Cakin och Malicky 1983. Pseudoneureclipsis gudulensis ingår i släktet Pseudoneureclipsis och familjen fångstnätnattsländor. Inga underarter finns listade i Catalogue of Life.